# 孙继业
孙继业（1963年12月—），男，汉族，山东诸城人，中华人民共和国政治人物，中国国民党革命委员会中央委员会常务委员，第十二届全国人民代表大会山东地区代表。

## 生平
毕业于中央党校经济管理专业。历任寿光市田马镇副镇长、潍坊市监察局副局长，民革潍坊市委主委，民革中央委员、山东省委副主委、山东省监察厅副厅长等职务。2008年，当选第十一届全国政协委员，代表中国国民党革命委员会，分入第三组。
2013年1月，担任山东省政协副主席、第十二届全国人大代表，兼任山东省社会主义学院院长。2018年1月31日，当选山东省人民政府副省长。2018年2月24日，当选为第十三届全国人大代表。2023年1月，二度担任山东省政协副主席。